# Luke Salisbury
Luke Salisbury, né le 15 septembre 2004 à Dunedin en Nouvelle-Zélande, est un footballeur international samoan. Il joue au poste de défenseur central à Roslyn-Wakari.

## Biographie

### En club
Il évolue à Roslyn-Wakari, club évoluant dans les divisions inférieures néo-zélandaises.

### En équipe nationale
Il fait partie de l'équipe samoane pour le Championnat d'Océanie des moins de 19 ans 2022. Cependant, il ne joue aucun match.
Avec les Samoa olympique, il participe au Tournoi pré-olympique de l'OFC 2023. Lors de ce tournoi, il fait ses débuts contre les Tonga. Titulaire, sa sélection gagne 3-0,,. Avec une victoire et deux défaites en phase de groupes, les Samoa ne passent pas l'écueil du premier tour. Ces résultats sont synonymes de non-qualification pour les Jeux olympiques de 2024.
Lui ainsi que plusieurs autres jeunes joueurs font leurs débuts internationaux le 17 novembre 2023, lors d'une défaite 1-0 contre les Îles Salomon aux Jeux du Pacifique 2023,.
En juin 2024, il figure dans la liste des 23 joueurs samoans retenus par Ryan Stewart pour participer à la Coupe d'Océanie 2024,,.